# 奧爾良的瑪麗-路易絲
奧爾良的瑪麗-路易絲（法語：Marie-Louise d'Orléans，1662年3月26日—1689年2月12日），西班牙王后，1679年至1689年在位，是西班牙國王卡洛斯二世的第一任妻子，也是法國國王路易十三的孫女。

## 早期生活
瑪麗-路易絲出生於巴黎皇室， 是法國奧爾良公爵菲利普一世與其第一任妻子英格兰的亨利埃塔公主的長女。擁有「法國的孫女」（petite-fille de France）之皇家頭銜，但按照凡爾賽宮廷慣例，通常尊稱其為奧爾良郡主（Mademoiselle d'Orléans）。因為她的迷人、美貌與優雅，瑪麗是父親最為寵愛的孩子，有一個相當快樂的童年。她大部分時間居住於巴黎皇宮和位於巴黎以西幾公里處的聖克勞德宮，與其祖母奥地利的安妮共同生活，奧地利的安妮非常寵愛她，並於1666年去世時留下了大筆遺產給她繼承。
瑪麗-路易絲的母親死於1670年，隔年她的父親便再娶了普法爾茨公主伊莉莎白·夏洛特·德·巴伐利亞；終其一生，瑪麗都與繼母關係非常良好，保持著親密的通信。

## 王后生活
1679年7月，在父親奧爾良公爵菲利普一世、伯父太陽王路易十四安排下，瑪麗-路易絲與西班牙國王卡洛斯二世訂婚。因為這場政治聯姻，導致瑪麗時常哭泣，因為她已經愛上了她的堂兄法兰西的路易。1679年8月30日，婚禮儀式由她兩位親戚代理新人於枫丹白露舉行；九月中旬，在西班牙舉辦了一系列的活動慶祝新的王后上任。瑪麗離開法國前，去了保存她母親心臟的聖寵谷教堂，自此之後她再也沒有回過法國。
1679年11月19日，瑪麗-路易絲正式嫁給了卡洛斯二世，她的新丈夫終其一生都非常深愛瑪麗。然而西班牙宮廷的宮規森嚴；譬如，國王不得於大眾面前觸碰王后的身體。未能生育子女的壓力，導致瑪麗開始暴飲暴食、體重暴增。一位法國的大使曾詢問過瑪麗夫妻間的房事，瑪麗表示，她已非處女之身，但也肯定自己不可能會有孩子。
據說瑪麗-路易絲非常喜歡一種有檸檬以及肉桂的含糖飲料，而且每天都需要攝取14.5公斤的糖。1689年2月11日，瑪麗-路易絲在騎馬時腹部感到劇烈的疼痛，迫使她必經躺在床上休息，經過御醫的治療後情況也未曾好轉且急速惡化，在當晚，瑪麗便過世了。病床前，她親聲告訴了她的丈夫﹔「陛下，或許會有很多女人會跟您在一起，但沒有任何一位會像我如此愛你。」